# Ferrocarril Berlín-Bagdad
El ferrocarril Berlín-Bagdad fou un projecte de via fèrria pensat pels alemanys per assegurar el comerç amb la zona de la mar Negra, Orient Mitjà i fins a l'oceà Índic. La base fou el ferrocarril Istanbul-Eskisehir, construït el 1871 i que el 1889 va caure sota control financer alemany amb el nom de «Ferrocarrils Otomans». La línia fou perllongada fins a Konya on es va crear un projecte d'irrigació, i després va arribar a Ankara el 1892. Els alemanys van obtenir concessions pel port d'Alexandretta (província de Hatay) i per la línia Bagdad-Bàssora. Quan va començar la I Guerra Mundial la línia restava sense acabar al nord de l'Iraq i a la zona de les muntanyes del Taure, i ja no es va completar.